# Peixoto de Azevedo
Peixoto de Azevedo – miasto i gmina w Brazylii, w stanie Mato Grosso.